# Gustaf Wahl
Gustaf Adolf Wahl Johansson (i riksdagen kallad Wahl i Stockholm), född 6 juli 1878 i Lofta församling, Kalmar län, död 15 februari 1924 i Matteus församling, Stockholm, var en svensk politiker (socialdemokrat). 
Wahl var riksdagsledamot för socialdemokraterna i första kammaren från 1922 till sin död, invald i Stockholms stads valkrets.